# Vela bermudiana truncada

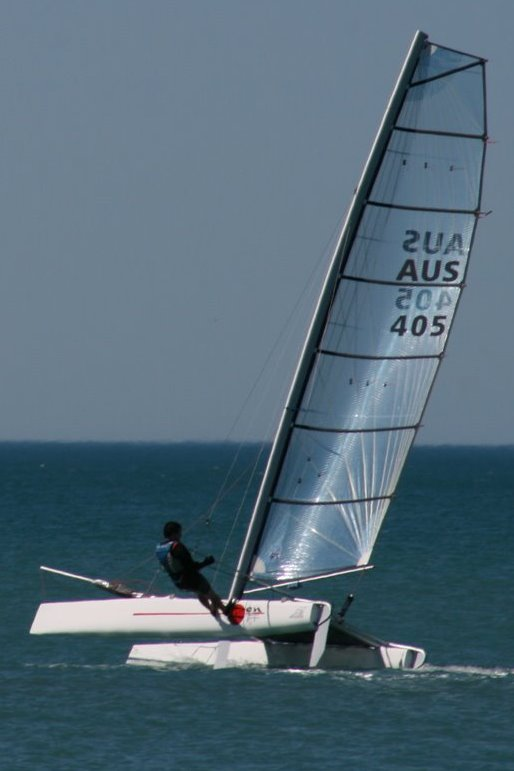
Catamarà Formula 16 amb una vela marconi truncada.

Una vela bermudiana truncada és una vela bermudiana de forma trapezoïdal, amb un sabre horitzontal que surt del puny de pena i altres sabres que suporten el teixit proper a la baluma.

## Generalitats

### Funcionament d'una vela triangular
Una vela major perfectament triangular hissada en un arbre convencional en rebre un vent aparent amb un cert angle (per exemple un angle de 20 graus) es comporta com una ala d'avió. Les pressions sobre el teixit (a sobrevent i a sotavent; corresponents a l'intradós i l'extradós d'una ala) actuen perpendicularment a la superfície del teixit. Encara que la vela es deformi (agafant bossa) pot suportar sense "desventar-se" les forces de la pressió del vent a través del pal, el puny de pena i el puny d'escota (i la botavara, si existeix).
Una vela triangular no pot deformar-se fora dels costats del triangle inicial que formen el gràtil, la baluma i el pujament.

### Vela triangular amb allunament
Les veles marconi típiques no són del tot triangulars. La baluma és corba i l'allunament està format per una superfície addicional de teixit. L'allunament queda fora del triangle que formen els punys de pena, amura i escota. En una vela amb allunament les forces de pressió farien que caigués cap a sotavent, sense fer bossa i destruint la forma general de la vela. Els sabres permeten resistir la pressió del vent sobre l'allunament suportats parcialment dins del triangle esmentat determinat pels punys de la vela.
Hi ha veles amb un allunament molt gran, sovint amb sabres que s'estenen des de la baluma fins al pal.

### Vela marconi truncada
En una vela marconi truncada o escapçada, l'allunament és un triangle format per tres rectes (o gairebé):
- la recta "puny de pena"-"puny d'escota"
- la baluma (la baluma pot ser lleugerament corbada)
- la recta formada pel sabre superior

Igual que una vela típica amb allunament corbat, una vela marconi escapçada necessita uns sabres que suportin la pressió del vent sobre l'allunament.

## Avantatges
- L'aparell de vela truncada permet més superfície vèlica a igual altura de pal que un aparell bermudià clàssic. Per a una mateixa superfície vèlica l'arbre pot ser més curt, més lleuger i més econòmic.
- En ratxes fortes de vent la baluma (juntament amb la superfície definida pel triangle "baluma"-"sabre superior"-"línia puny de pena-puny d'escota") cedeix sota la pressió fent que el veler escori menys que amb una vela marconi convencional.
- La distribució de les pressions s'assembla més a la d'una ala el·líptica, augmentant el rendiment de la vela.[6]

## Inconvenients
La forma exterior de la vela impedeix la instal·lació d'un estai de popa (estai de galop).
Una vela bermudiana truncada exigeix sabres reforçats i és més difícil d'ajustar navegant.

## Història
Seria interessant disposar d'una relació cronològica de les veles bermudianes escapçades emprades en velers aquàtics, sobre patins de gel o patins de roda amb veles. Un model interessant prou antic és el del trimarà Kolu-Naia, de l'any 1960, amplament documentat a la revista Popular Mechanics al mateix número que el Jet boat

## Vídeos
- Vídeo. Catamarans Classe A navegant. Vistes de veles marconi truncades mostrant la forma que adopten navegant.
- Vídeo sobre un sistema de reglatge d'una marconi truncada en un catamarà.